# Tom Pagnozzi
Thomas Alan Pagnozzi (Tucson, Arizona, 30 de julio de 1962), más conocido como Tom Pagnozzi, es un exjugador profesional estadounidense de béisbol que se desempeñó en la posición de cácher en las Grandes Ligas de Béisbol (MLB). Logró obtener tres Guantes de Oro.

## Carrera
Pagnozzi jugó como profesional doce temporadas en St. Louis Cardinals (1987-1998), equipo en el que se retiró.

## Premios
Fue galardonado con el Guante de Oro en tres oportunidades (1991, 1992 y 1994).